# Ghiacciaio della Marmolada
Il ghiacciaio della Marmolada è un ghiacciaio vallivo che scende lungo il versante settentrionale della Marmolada (3.343 m), la montagna più alta delle Dolomiti. Collocato nella provincia di Trento al confine con la provincia di Belluno, sovrasta il lago di Fedaia e da esso prende forma il torrente Avisio. 

## Caratteristiche
Il ghiacciaio è il più esteso apparato glaciale delle Dolomiti. A monte è delimitato dalla cresta rocciosa che culmina con Punta Rocca (3.309 m) dalla quale è possibile scorgere in giornate limpide Svizzera, Liechtenstein, Austria e Germania.
Dopo il forte ritiro degli ultimi anni la fronte si è attestata a monte degli speroni rocciosi (Sasso delle Undici e Sasso delle Dodici) che fino a pochi anni fa la suddividevano nettamente in tre settori (Orientale, Centrale e Occidentale). Ora la fronte appare appiattita e poco frastagliata, anche se la tradizionale suddivisione in tre settori è rimasta. Negli ultimi anni si è completamente separato dal settore che occupa il circo a valle di Punta Penia, al quale era collegato con una sottile fascia di ghiaccio: ora tale settore costituisce un individuo a sé stante.
Come tutti i ghiacciai delle Alpi, anche il ghiacciaio della Marmolada si è ultimamente molto ritirato. Nell'arco di un secolo le sue dimensioni si sono più che dimezzate: nel 2013 misurava 190 ettari, mentre nel 1910 misurava 450 ettari.
L'alimentazione del ghiacciaio è diretta, non essendo circondato da alte pareti rocciose che scaricano valanghe sulla sua superficie. Un certo apporto nevoso da valanghe si può avere nel settore più occidentale, quello racchiuso dalle dorsali rocciose che culminano con Punta Rocca e Punta Penia. Negli anni più poveri di neve o con le estati più calde il ghiacciaio è rimasto quasi privo di neve residua, con poche chiazze attestate alle quote più elevate. Anche le zone crepacciate si sono ridotte di molto.

Anno 2013, Rifugio Ghiacciaio della Marmolada

Su questo ghiacciaio si pratica lo sci, fino al 2006 anche lo sci estivo, ed è quindi raggiunto da impianti di risalita. Nel settore orientale, gli impianti raggiungono le zone più elevate del ghiacciaio, vicino a Punta Rocca. A 2.700 metri di quota, sotto il ghiacciaio, si trova il rifugio Ghiacciaio della Marmolada. La via normale di salita alle varie vette della Marmolada prevede la risalita del ghiacciaio.

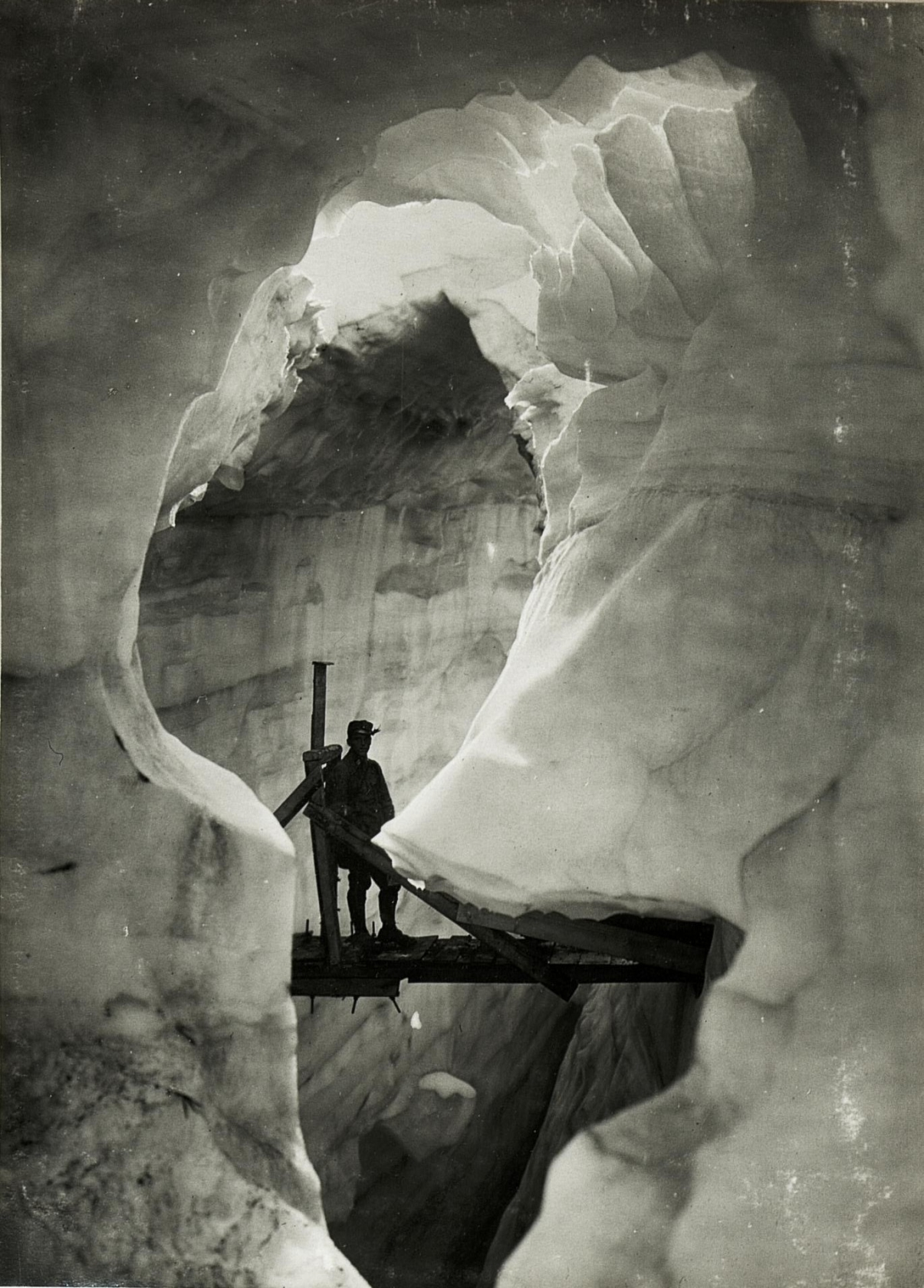
Ponte nella Città di Ghiaccio (1917)

## Prima guerra mondiale
Nel 1916, durante la Grande Guerra, i genieri dell'esercito austroungarico realizzarono dentro il ghiacciaio della Marmolada un complesso di gallerie, dormitori e depositi per collegare le diverse postazioni in quota bersagliate dal costante tiro delle truppe italiane arroccate sulla Cresta di Serauta (allora il confine di Stato passava proprio per il ghiacciaio). Il continuo movimento del ghiacciaio e la riduzione del suo spessore hanno tuttavia cancellato ogni traccia dei circa 10 km di gallerie scavate dai soldati nelle viscere del ghiacciaio, denominata in tedesco Eisstadt ("Città di Ghiaccio").
Innumerevoli furono anche le audaci imprese delle truppe alpine italiane che fecero di tutto per catturare questa importante installazione nemica, impegnandosi a fondo anche nella terribile guerra sotterranea, combattuta a colpi di martelli pneumatici e mine. A settembre 2015 risale l'ultimo ritrovamento bellico: una baracca austro-ungarica in legno rimasta intrappolata nel ghiaccio.
La presenza di questa città di ghiaccio ha comunque consentito di riportare alla luce alcune baracche e, nell'agosto 2009, i resti di un soldato italiano nella zona circostante la stazione del Serauta. Nel giugno del 1990 è stato inaugurato il Museo della Marmolada, il più alto d'Europa, essendo situato a quota 2.950 m nella stazione funiviaria di Serauta, ai bordi del ghiacciaio.

## Galleria d'immagini

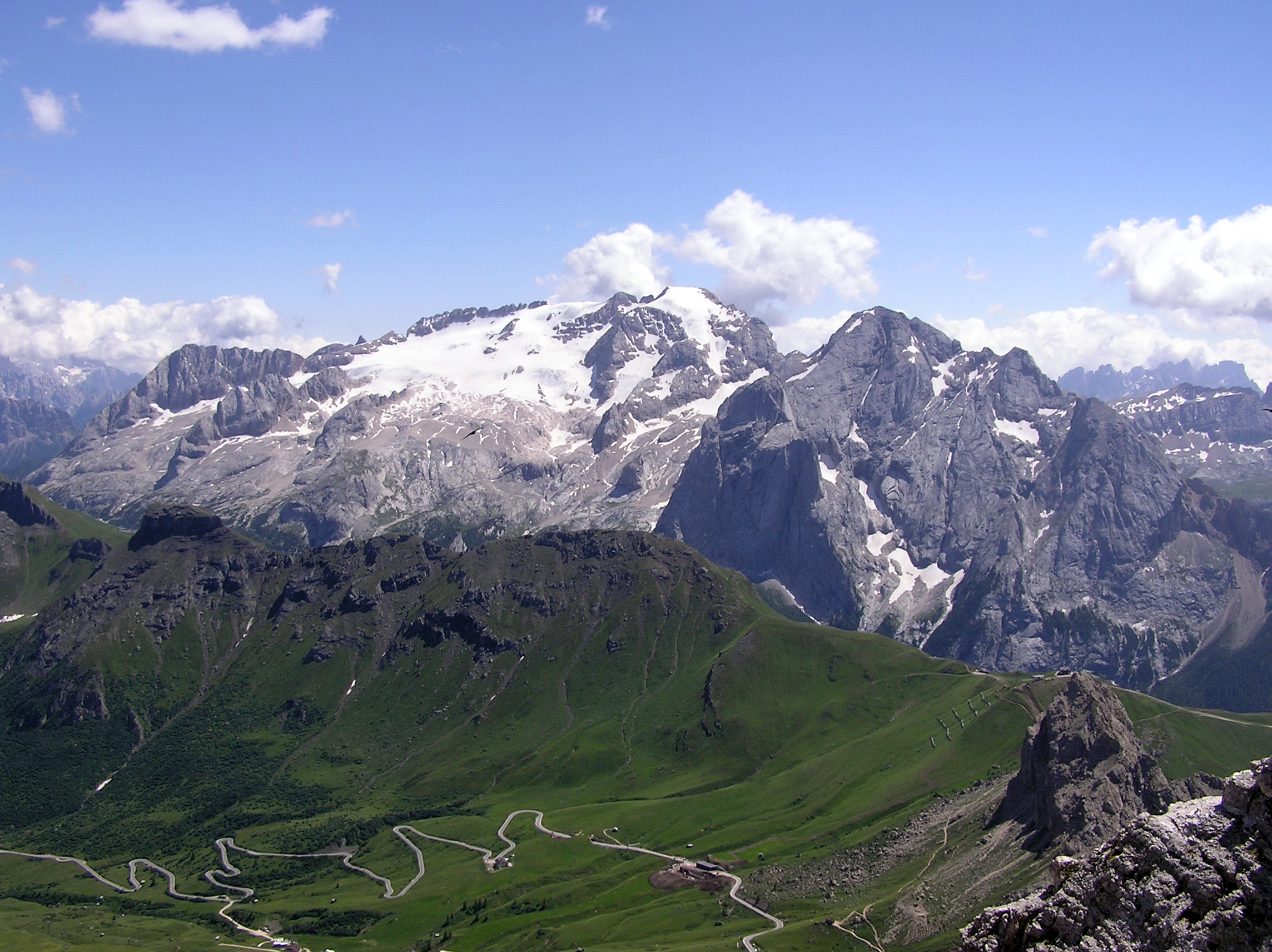
Il ghiacciaio della Marmolada in una fotografia del 2009, il paragone con la fotografia sovrastante mostra chiaramente l'arretramento della fronte glaciale

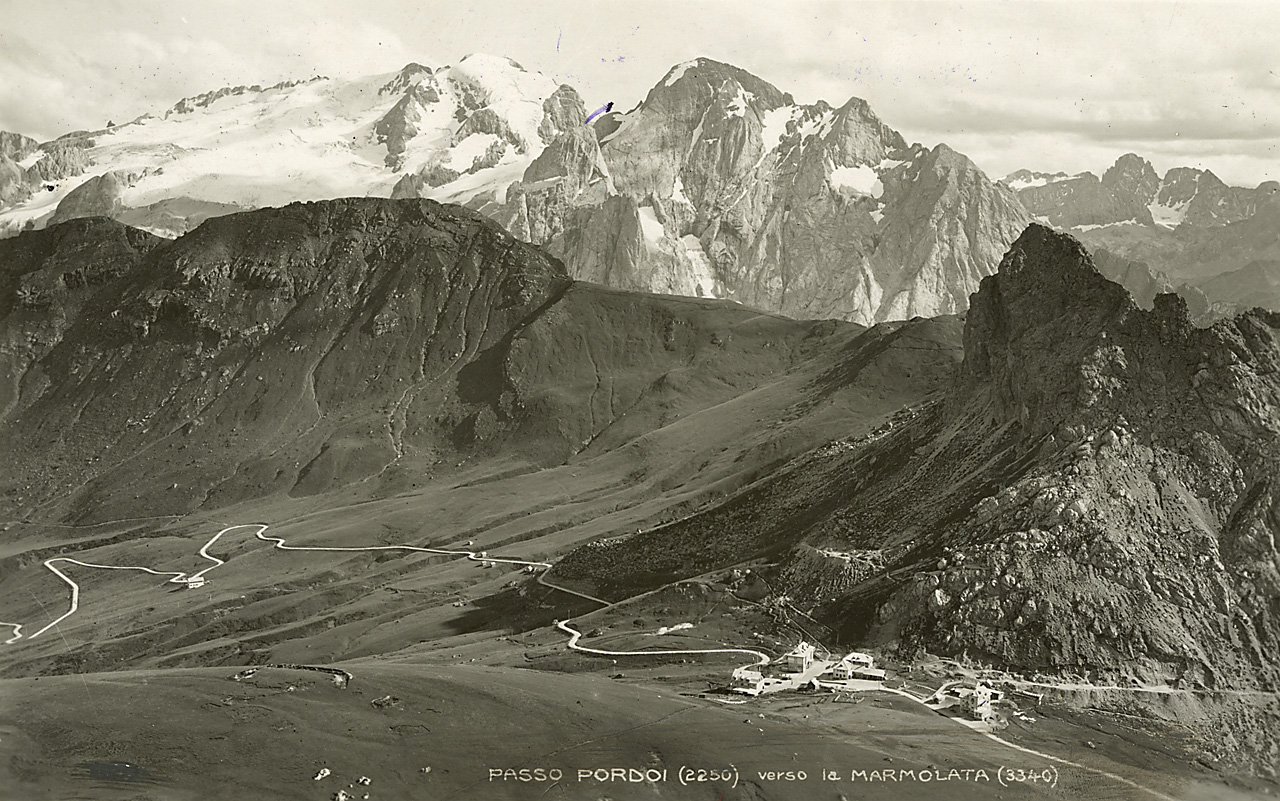
Il passo Pordoi e sullo sfondo a sinistra il ghiacciaio della Marmolada al tempo della prima guerra mondiale

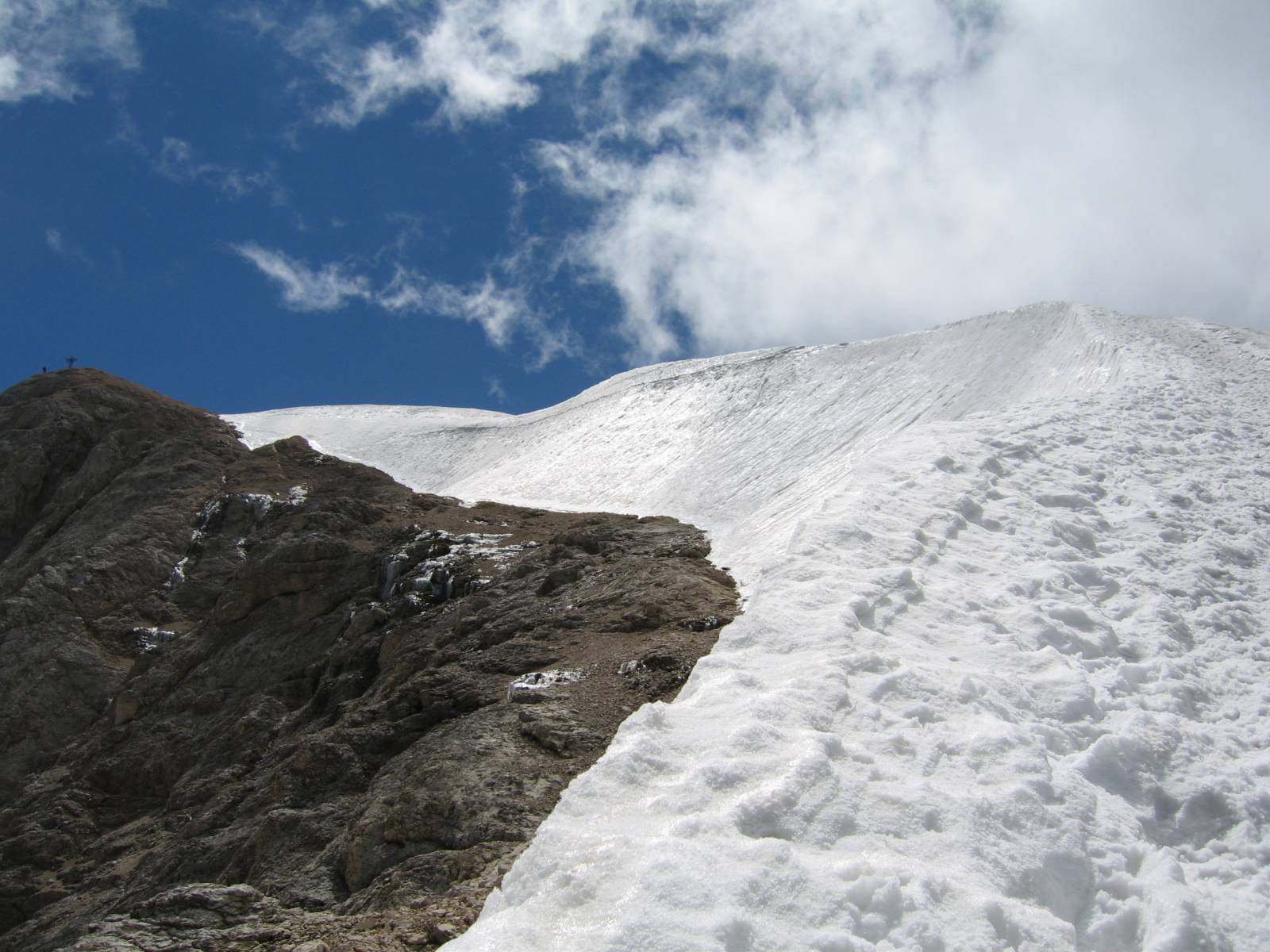
Bordo nord del ghiacciaio
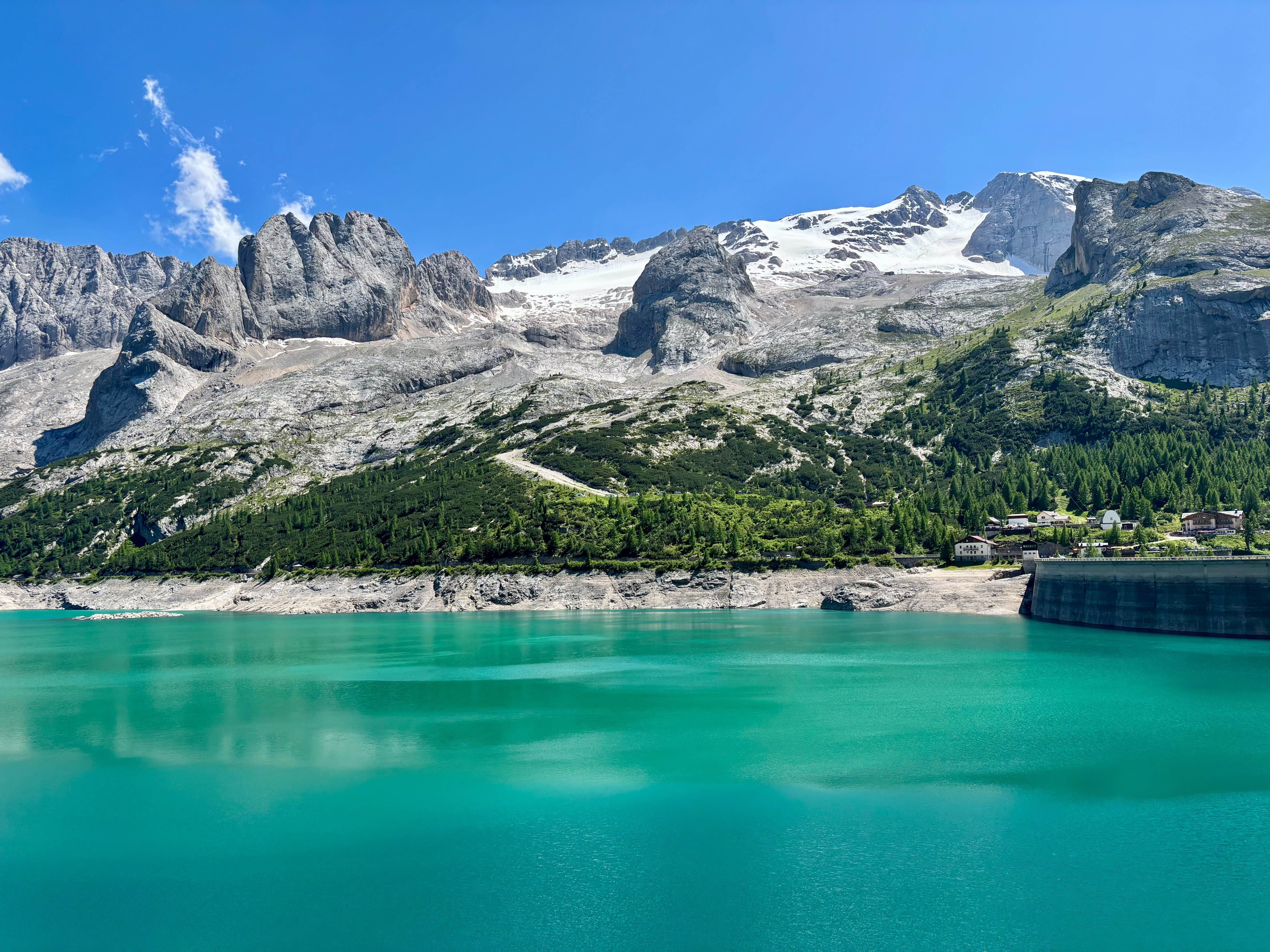
Il lago di Fedaia e il ghiacciaio
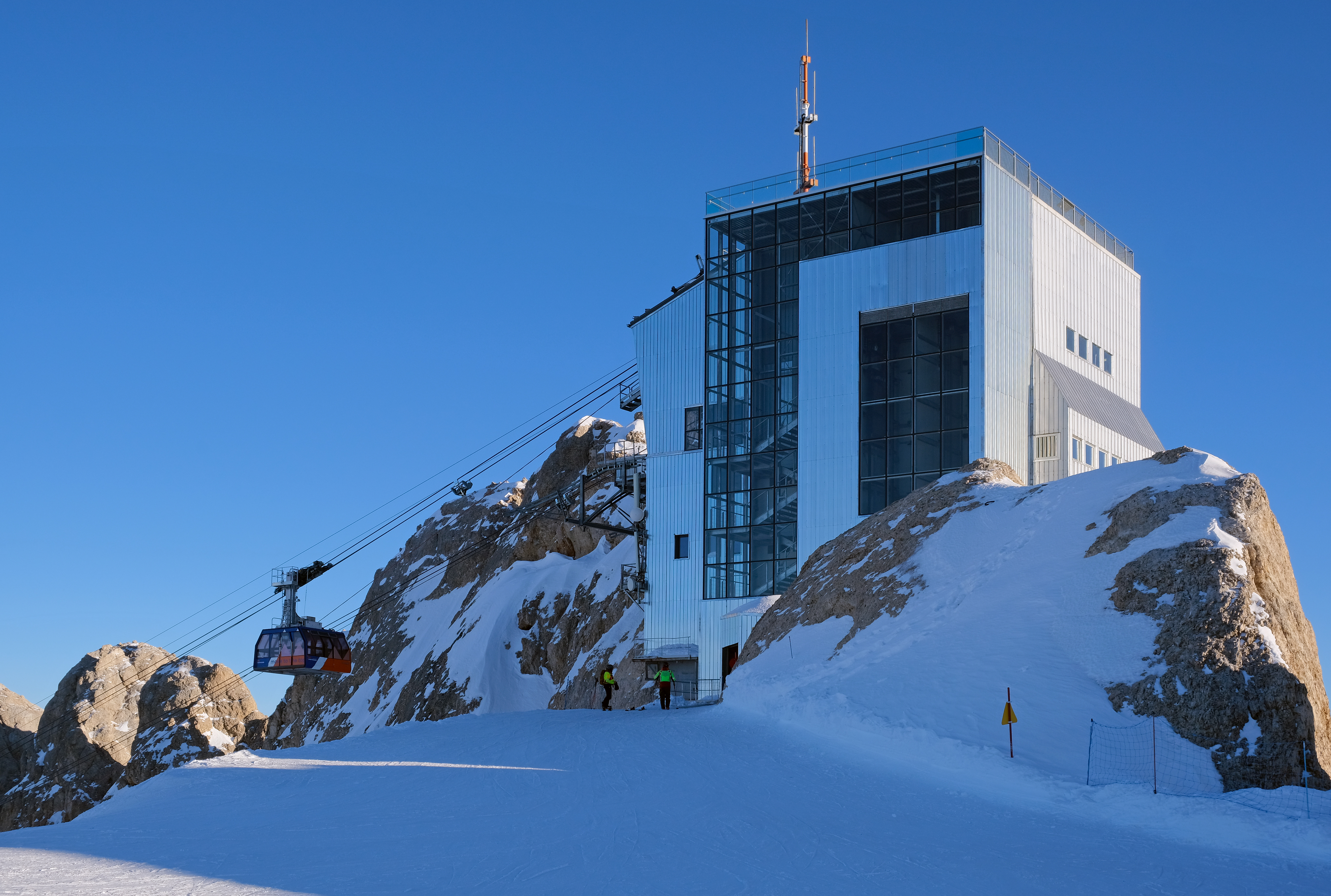
Nelle vicinanze di Punta Rocca (3.309 m), in Veneto, la stazione della funivia Serauta - Punta Rocca (3.269 m)
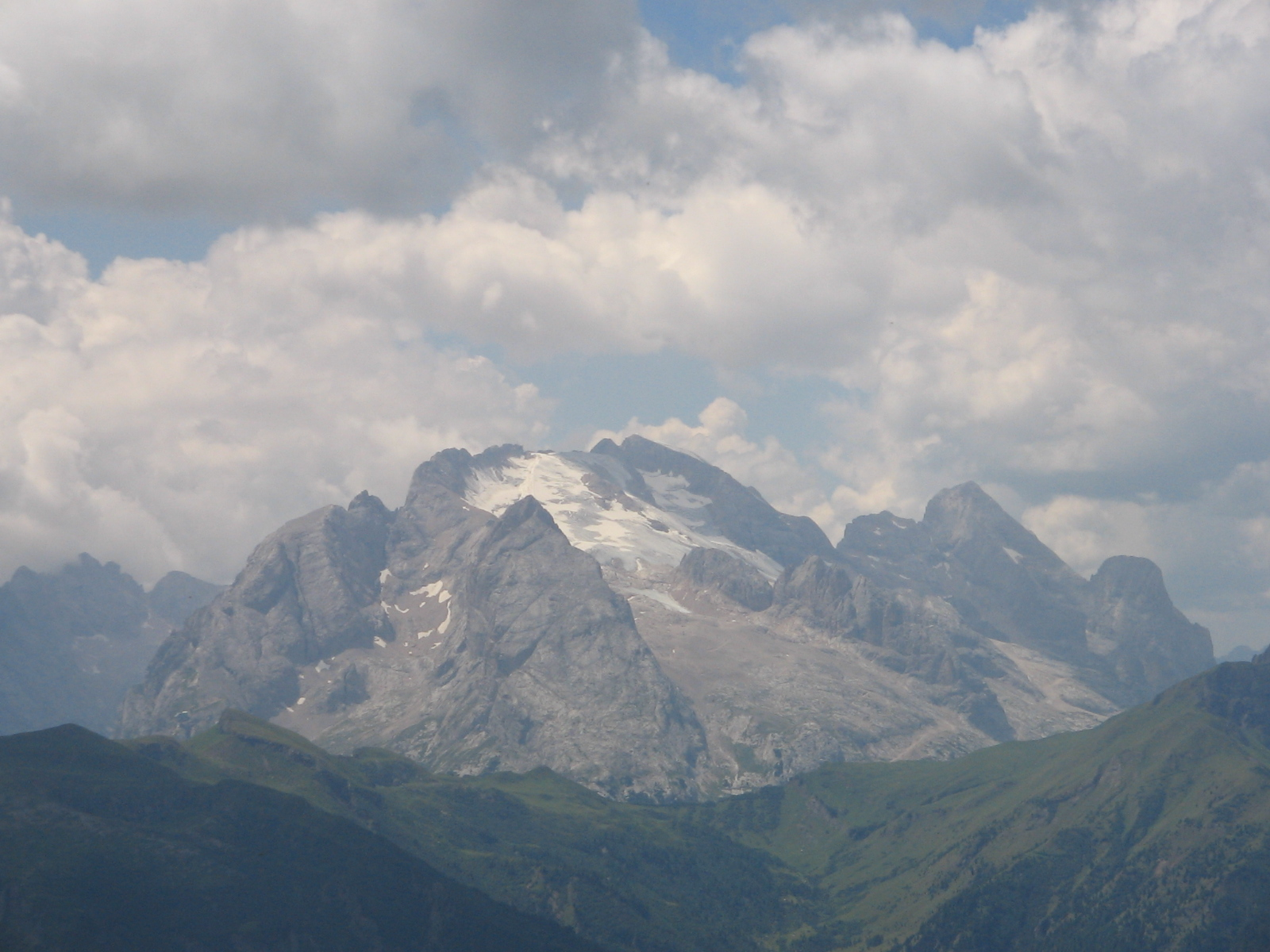
La Marmolada ed il ghiacciaio fotografati nel 2006
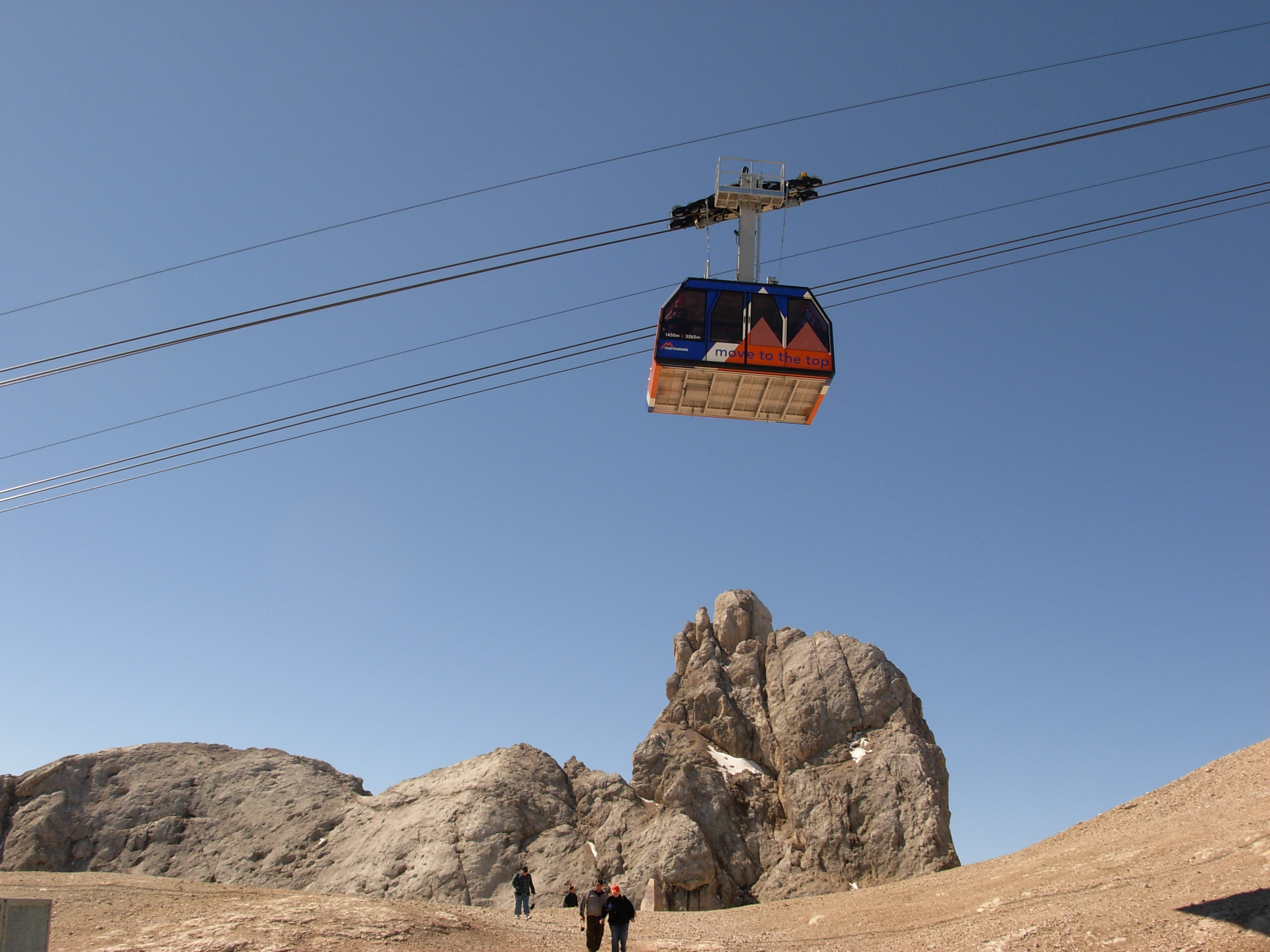
Funivia Malga Ciapela - Punta Rocca
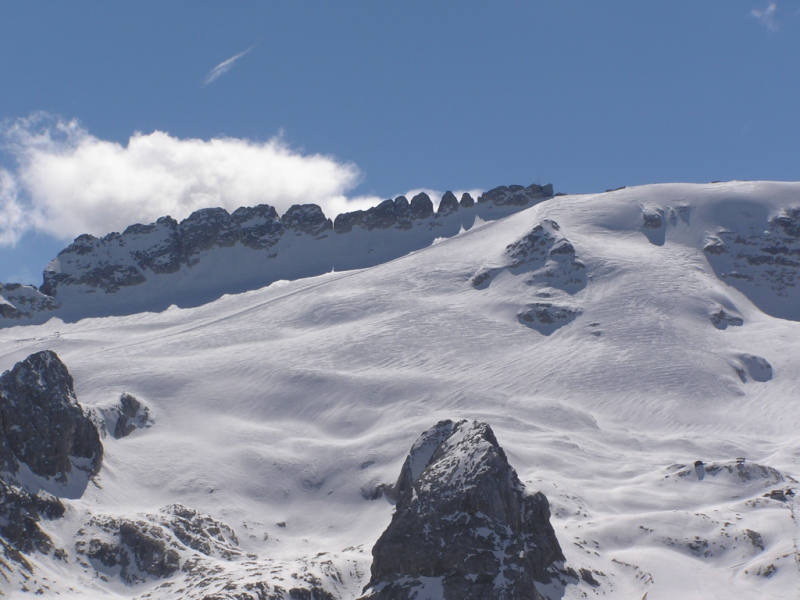
Sasso delle Undici e Sasso delle Dodici che sovrastano il ghiacciaio della Marmolada